# Agrilus perrini
Agrilus perrini es una especie de insecto del género Agrilus, familia Buprestidae, orden Coleoptera.
Fue descrita científicamente por Pic, 1905.